# Unione Sportiva Pistoiese 1977-1978
Questa voce raccoglie le informazioni riguardanti l'Unione Sportiva Pistoiese nelle competizioni ufficiali della stagione 1977-1978.

## Rosa

Una formazione toscana in campo con la divisa casalinga arancione

| N. |                   | Ruolo | Calciatore             |
| -- | ----------------- | ----- | ---------------------- |
|    | Italia (bandiera) | P     | Lido Vieri             |
|    | Italia (bandiera) | P     | Sergio Settini         |
|    | Italia (bandiera) | D     | Stefano Di Chiara      |
|    | Italia (bandiera) | D     | Gianfranco Guaglianone |
|    | Italia (bandiera) | D     | Luigi Pogliana         |
|    | Italia (bandiera) | D     | Carmelo La Rocca       |
|    | Italia (bandiera) | D     | Salvatore Polverino    |
|    | Italia (bandiera) | D     | Roberto Romei          |
|    | Italia (bandiera) | D     | Sergio Rossetti        |
|    | Italia (bandiera) | D     | Sergio Brio            |
|    | Italia (bandiera) | C     | Lorenzo Barlassina     |
|    | Italia (bandiera) | C     | Sergio Borgo           |
|    | Italia (bandiera) | C     | Riccardo Cenci         |
|    | Italia (bandiera) | C     | Giampiero Dalle Vedove |

| N. |                   | Ruolo | Calciatore             |
| -- | ----------------- | ----- | ---------------------- |
|    | Italia (bandiera) | C     | Giuseppe Dossena       |
|    | Italia (bandiera) | C     | Mario Frustalupi       |
|    | Italia (bandiera) | C     | Alessandro Paesano     |
|    | Italia (bandiera) | C     | Silvano Gualandi       |
|    | Italia (bandiera) | C     | Carmelo Palilla        |
|    | Italia (bandiera) | A     | Remo Luzi              |
|    | Italia (bandiera) | A     | Giovanni Carlo Ferrari |
|    | Italia (bandiera) | A     | Tiziano Panozzo        |
|    | Italia (bandiera) | A     | Emanuele Gattelli      |
|    | Italia (bandiera) | A     | Fabiano Speggiorin     |
|    | Italia (bandiera) | A     | Mauro Beccaria         |

## Risultati

### Serie B

#### Girone di andata
| 11 settembre 1977 1ª giornata | Taranto | 1 – 0 | Pistoiese |  |

| 18 settembre 1977 2ª giornata | Pistoiese | 0 – 0 | Como |  |

| 25 settembre 1977 3ª giornata | Avellino | 2 – 0 | Pistoiese |  |

| 2 ottobre 1977 4ª giornata | Pistoiese | 1 – 0 | Palermo |  |

| 9 ottobre 1977 5ª giornata | Rimini | 1 – 0 | Pistoiese |  |

| 16 ottobre 1977 6ª giornata | Pistoiese | 0 – 0 | Bari |  |

| 23 ottobre 1977 7ª giornata | Pistoiese | 0 – 1 | Sampdoria |  |

| 30 ottobre 1977 8ª giornata | Catanzaro | 4 – 2 | Pistoiese |  |

| 10 dicembre 1967 9ª giornata | Pistoiese | 0 – 0 | Cremonese |  |

| 13 novembre 1977 10ª giornata | Ascoli | 3 – 1 | Pistoiese |  |

| 20 novembre 1977 11ª giornata | Ternana | 4 – 0 | Pistoiese |  |

| 27 novembre 1977 12ª giornata | Pistoiese | 1 – 0 | Cagliari |  |

| 4 dicembre 1977 13ª giornata | Brescia | 1 – 0 | Pistoiese |  |

| 11 dicembre 1977 14ª giornata | Pistoiese | 1 – 0 | Modena |  |

| 18 dicembre 1977 15ª giornata | Cesena | 2 – 1 | Pistoiese |  |

| 31 dicembre 1977 16ª giornata | Sambenedettese | 3 – 1 | Pistoiese |  |

| 8 gennaio 1978 17ª giornata | Pistoiese | 2 – 2 | Varese |  |

| 15 gennaio 1978 18ª giornata | Monza | 0 – 0 | Pistoiese |  |

| 22 gennaio 1978 19ª giornata | Pistoiese | 0 – 0 | Lecce |  |

#### Girone di ritorno
| 29 gennaio 1978 20ª giornata | Pistoiese | 1 – 1 | Taranto |  |

| 5 febbraio 1978 21ª giornata | Como | 1 – 0 | Pistoiese |  |

| 12 febbraio 1978 22ª giornata | Pistoiese | 2 – 2 | Avellino |  |

| 19 febbraio 1978 23ª giornata | Palermo | 2 – 1 | Pistoiese |  |

| 26 febbraio 1978 24ª giornata | Pistoiese | 1 – 0 | Rimini |  |

| 5 marzo 1978 25ª giornata | Bari | 0 – 0 | Pistoiese |  |

| 12 marzo 1978 26ª giornata | Sampdoria | 1 – 0 | Pistoiese |  |

| 26 marzo 1978 27ª giornata | Pistoiese | 1 – 2 | Catanzaro |  |

| 2 aprile 1978 28ª giornata | Cremonese | 0 – 1 | Pistoiese |  |

| 9 aprile 1978 29ª giornata | Pistoiese | 0 – 0 | Ascoli |  |

| 16 aprile 1978 30ª giornata | Pistoiese | 2 – 1 | Ternana |  |

| 23 aprile 1978 31ª giornata | Cagliari | 3 – 0 | Pistoiese |  |

| 30 aprile 1978 32ª giornata | Pistoiese | 3 – 2 | Brescia |  |

| 7 maggio 1978 33ª giornata | Modena | 0 – 4 | Pistoiese |  |

| 14 maggio 1978 34ª giornata | Pistoiese | 1 – 0 | Cesena |  |

| 21 maggio 1978 35ª giornata | Pistoiese | 2 – 0 | Sambenedettese |  |

| 28 maggio 1978 36ª giornata | Varese | 1 – 0 | Pistoiese |  |

| 4 giugno 1978 37ª giornata | Pistoiese | 2 – 0 | Monza |  |

| 11 giugno 1978 38ª giornata | Lecce | 0 – 2 | Pistoiese |  |

## Statistiche

### Statistiche di squadra
| Competizione | Punti | In casa | In casa | In casa | In casa | In casa | In casa | In trasferta | In trasferta | In trasferta | In trasferta | In trasferta | In trasferta | Totale | Totale | Totale | Totale | Totale | Totale | DR  |
| Competizione | Punti | G       | V       | N       | P       | Gf      | Gs      | G            | V            | N            | P            | Gf           | Gs           | G      | V      | N      | P      | Gf     | Gs     | DR  |
| ------------ | ----- | ------- | ------- | ------- | ------- | ------- | ------- | ------------ | ------------ | ------------ | ------------ | ------------ | ------------ | ------ | ------ | ------ | ------ | ------ | ------ | --- |
| Serie B      | 34    | 19      | 9       | 8       | 2       | 20      | 11      | 19           | 3            | 2            | 14           | 13           | 29           | 38     | 12     | 10     | 16     | 33     | 40     | -7  |
| Coppa Italia | .     | .       | .       | .       | .       | .       | ..      | ..           | .            | .            | .            | ..           | ..           | .      | .      | .      | .      | ..     | ..     | -.. |
| Totale       |       | .       | .       | .       | .       | .       | ..      | ..           | .            | .            | .            | ..           | ..           | .      | .      | .      | .      | ..     | ..     | -.. |

### Statistiche dei giocatori
| Giocatore       | Serie B  | Serie B | Serie B     | Serie B    | Coppa Italia | Coppa Italia | Coppa Italia | Coppa Italia | Totale   | Totale | Totale      | Totale     |
| Giocatore       | Presenze | Reti    | Ammonizioni | Espulsioni | Presenze     | Reti         | Ammonizioni  | Espulsioni   | Presenze | Reti   | Ammonizioni | Espulsioni |
| --------------- | -------- | ------- | ----------- | ---------- | ------------ | ------------ | ------------ | ------------ | -------- | ------ | ----------- | ---------- |
| L. Barlassina   | 20       | 1       | ?           | ?          | ?            | ?            | ?            | ?            | 20+      | 1+     | ?           | ?          |
| M. Beccaria     | 8        | 2       | ?           | ?          | ?            | ?            | ?            | ?            | 8+       | 2+     | ?           | ?          |
| S. Borgo        | 30       | 0       | ?           | ?          | ?            | ?            | ?            | ?            | 30+      | 0+     | ?           | ?          |
| S. Brio         | 37       | 0       | ?           | ?          | ?            | ?            | ?            | ?            | 37+      | 0+     | ?           | ?          |
| R. Cenci        | 1        | 0       | ?           | ?          | ?            | ?            | ?            | ?            | 1+       | 0+     | ?           | ?          |
| G. Delle Vedove | 5        | 0       | ?           | ?          | ?            | ?            | ?            | ?            | 5+       | 0+     | ?           | ?          |
| S. Di Chiara    | 28       | 0       | ?           | ?          | ?            | ?            | ?            | ?            | 28+      | 0+     | ?           | ?          |
| G. Dossena      | 28       | 1       | ?           | ?          | ?            | ?            | ?            | ?            | 28+      | 1+     | ?           | ?          |
| G. Ferrari      | 27       | 13      | ?           | ?          | ?            | ?            | ?            | ?            | 27+      | 13+    | ?           | ?          |
| M. Frustalupi   | 21       | 3       | ?           | ?          | ?            | ?            | ?            | ?            | 21+      | 3+     | ?           | ?          |
| E. Gattelli     | 33       | 4       | ?           | ?          | ?            | ?            | ?            | ?            | 33+      | 4+     | ?           | ?          |
| S. Gualandi     | 9        | 0       | ?           | ?          | ?            | ?            | ?            | ?            | 9+       | 0+     | ?           | ?          |
| G. Guaglianone  | 1        | 0       | ?           | ?          | ?            | ?            | ?            | ?            | 1+       | 0+     | ?           | ?          |
| C. La Rocca     | 35       | 1       | ?           | ?          | ?            | ?            | ?            | ?            | 35+      | 1+     | ?           | ?          |
| R. Luzi         | 2        | 0       | ?           | ?          | ?            | ?            | ?            | ?            | 2+       | 0+     | ?           | ?          |
| A. Paesano      | 10       | 0       | ?           | ?          | ?            | ?            | ?            | ?            | 10+      | 0+     | ?           | ?          |
| L. Pogliana     | 19       | 0       | ?           | ?          | ?            | ?            | ?            | ?            | 19+      | 0+     | ?           | ?          |
| C. Palilla      | 8        | 0       | ?           | ?          | ?            | ?            | ?            | ?            | 8+       | 0+     | ?           | ?          |
| T. Panozzo      | 6        | 0       | ?           | ?          | ?            | ?            | ?            | ?            | 6+       | 0+     | ?           | ?          |
| S. Polverino    | 5        | 0       | ?           | ?          | ?            | ?            | ?            | ?            | 5+       | 0+     | ?           | ?          |
| R. Romei        | 26       | 1       | ?           | ?          | ?            | ?            | ?            | ?            | 26+      | 1+     | ?           | ?          |
| S. Rossetti     | 24       | 0       | ?           | ?          | ?            | ?            | ?            | ?            | 24+      | 0+     | ?           | ?          |
| S. Settini      | 11       | -8      | ?           | ?          | ?            | ?            | ?            | ?            | 11+      | -8+    | ?           | ?          |
| F. Speggiorin   | 33       | 6       | ?           | ?          | ?            | ?            | ?            | ?            | 33+      | 6+     | ?           | ?          |
| L. Vieri        | 28       | -32     | ?           | ?          | ?            | ?            | ?            | ?            | 28+      | -32+   | ?           | ?          |